# فرهنگ در ترکیه
فرهنگ ترکیه شامل فرهنگ‌ها و آیین‌هایی به شدت متنوع و ناهمگن است که از غرب آسیا، آسیای میانه، اروپای شرقی و سنت‌های قفقاز گرفته شده‌است. بسیاری از این سنت‌ها در ابتدا توسط امپراتوری عثمانی، یک کشور چند قومی و چند مذهبی گرد هم آمده بودند.
ترکیهٔ نوین در حال سرمایه‌گذاری بر بخش‌هایی است که به جهانی‌سازی کشور کمک می‌کند. برای مثال، بخش‌های هنری و معماری مورد توجه ترکیهٔ نوین بوده‌اند. نخبگان کشور در تلاش بوده‌اند تا کشور با سرعت بیشتری فرهنگ غربی را بپذیرد با این حال، فرهنگ ملی، بومی و مذهبی کشور را نیز حفظ کردند. به شکل کلی، حکومت ترکیه در تلاش بوده‌است تا ملی‌گرایی و فرهنگ ملی را تقویت و در کنار آن به جهانی‌سازی کشور بپردازد.

## معماری
با شکل‌گیری امپراتوری عثمانی، در سال‌های ۱۳۰۰–۱۴۵۳، هنرمندان عثمانی در جستجوی شکل تازه‌ای از معماری بودند و پس از دستیابی به آن، آثاری را در ترکیه به جای گذاشتند. در طول تاریخ، بناهایی با معماری ارزشمند و ویژه، در ترکیه ساخته شدند که شامل مساجد و کاخ‌ها می‌شود. ترکیه امروزی نیز باوجود استفاده پیوسته از معماری غربی و مدرن، به معماری ملی خود وفادار بوده‌است.

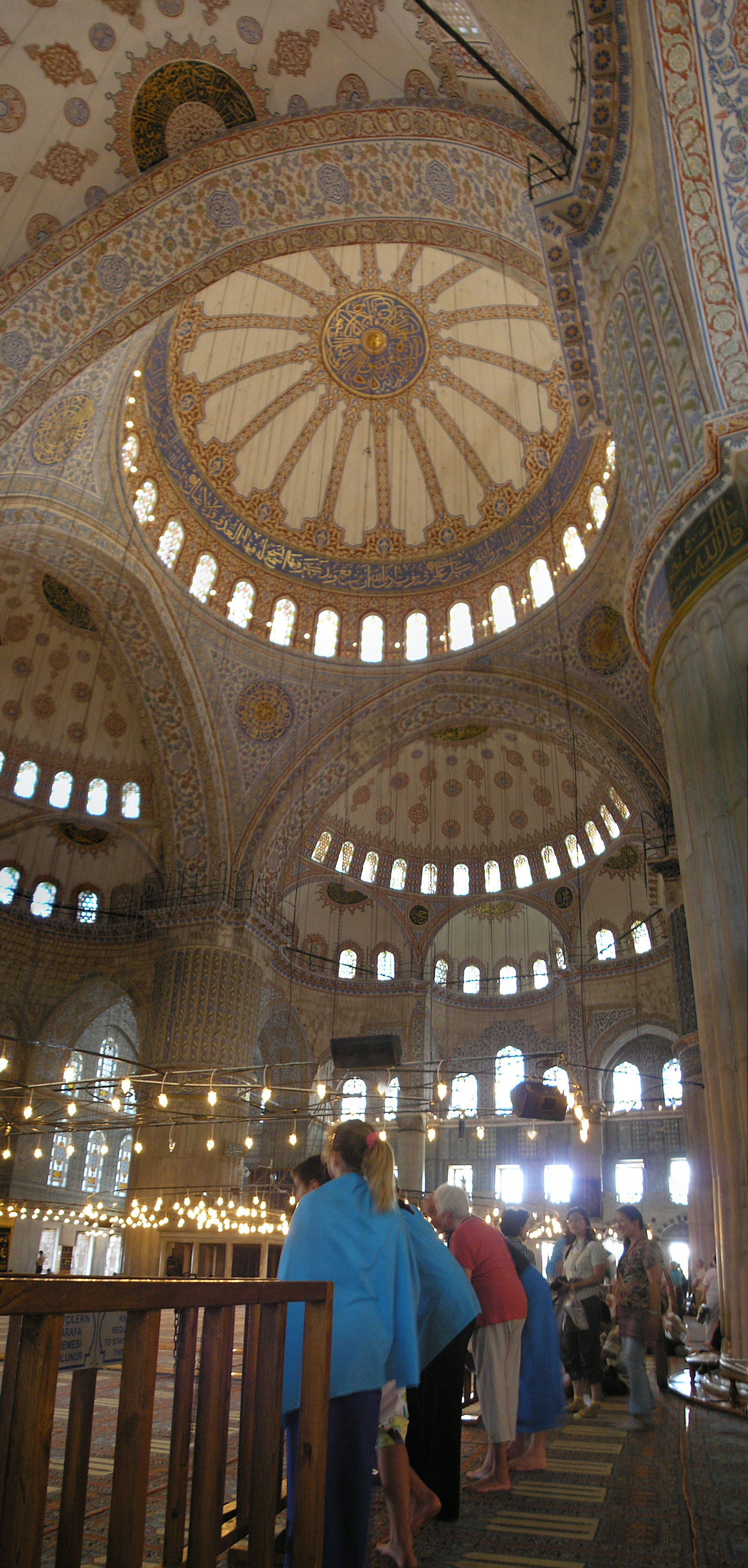
مسجد سلطان احمد در استانبول
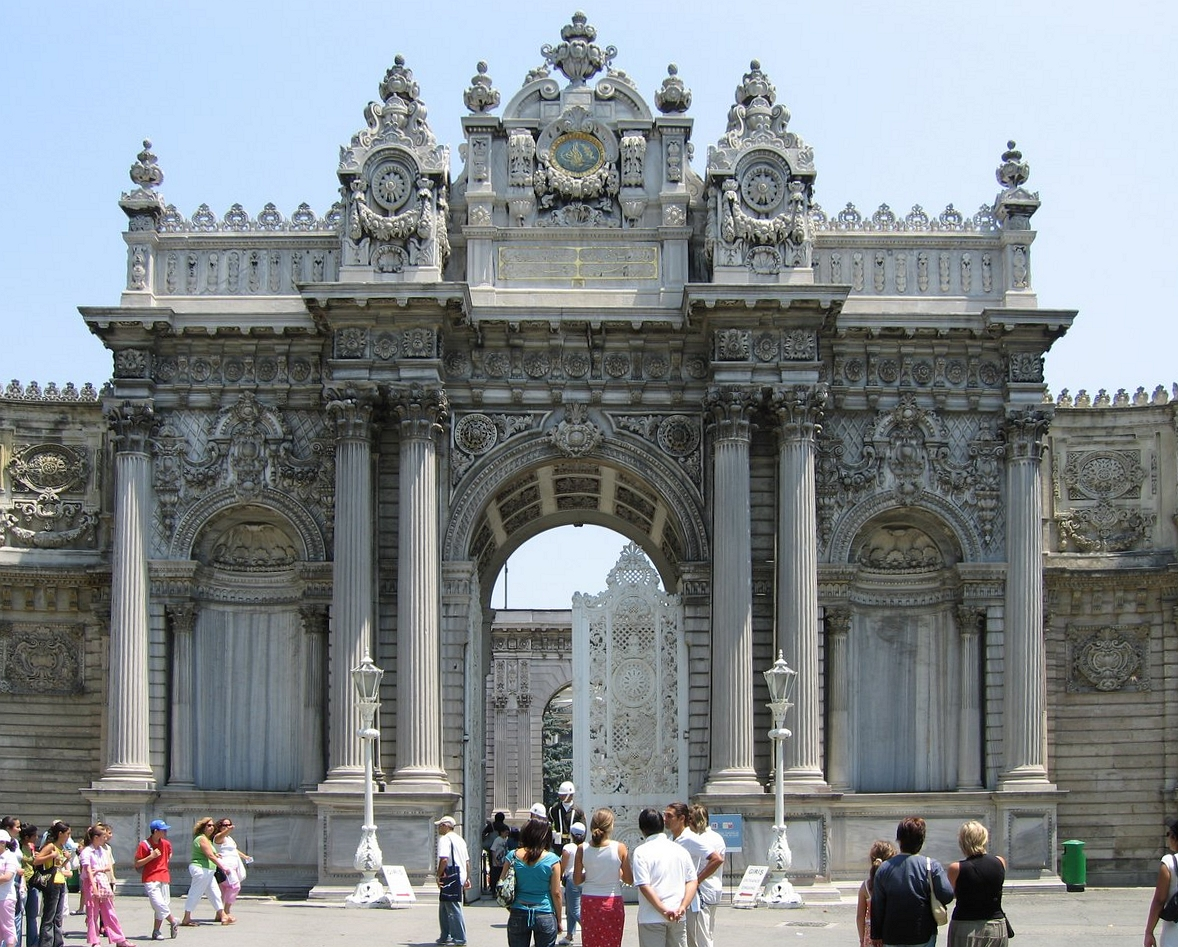
کاخ دلمه‌باغچه
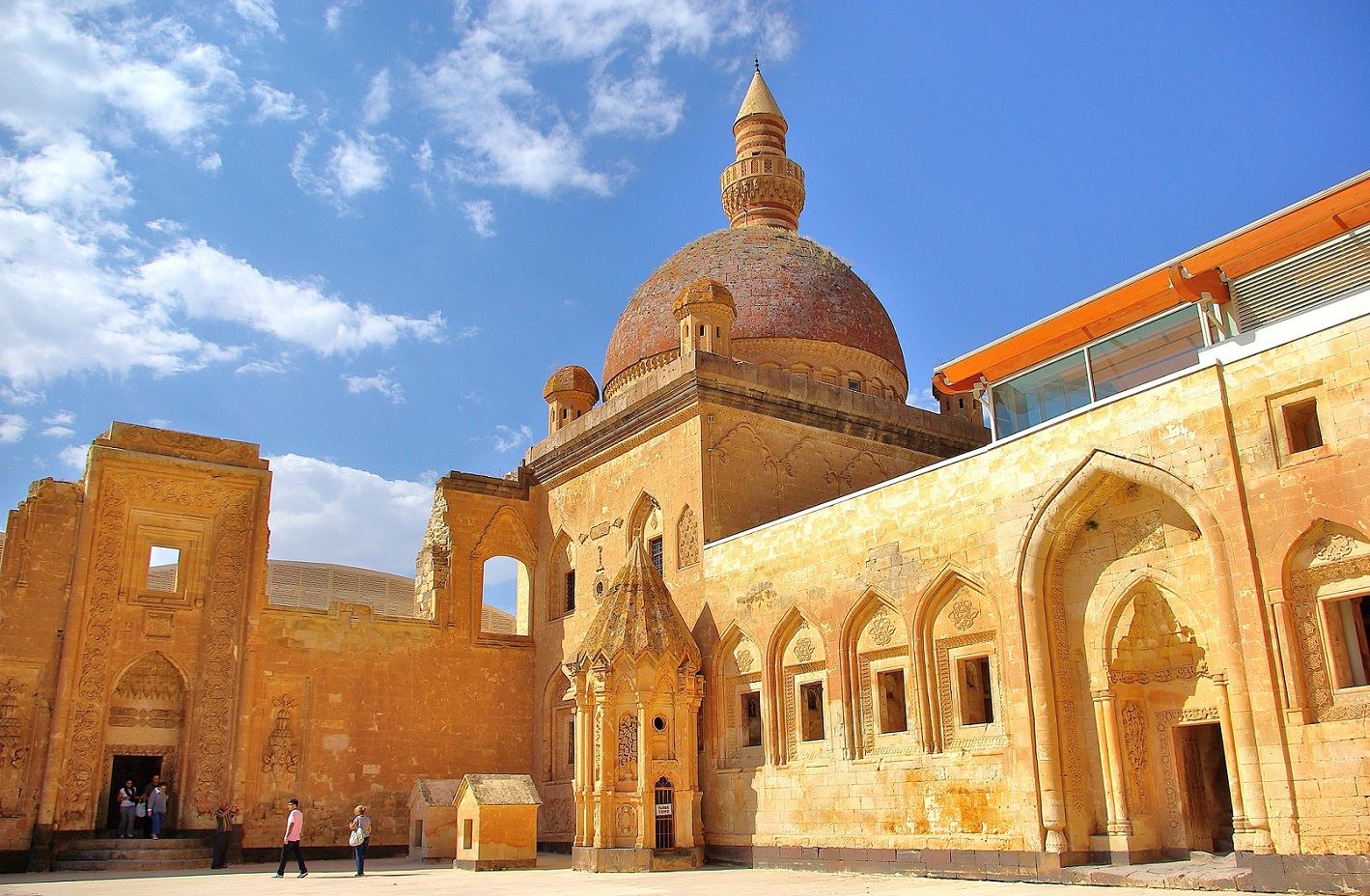
کاخ ایشاک پاشا
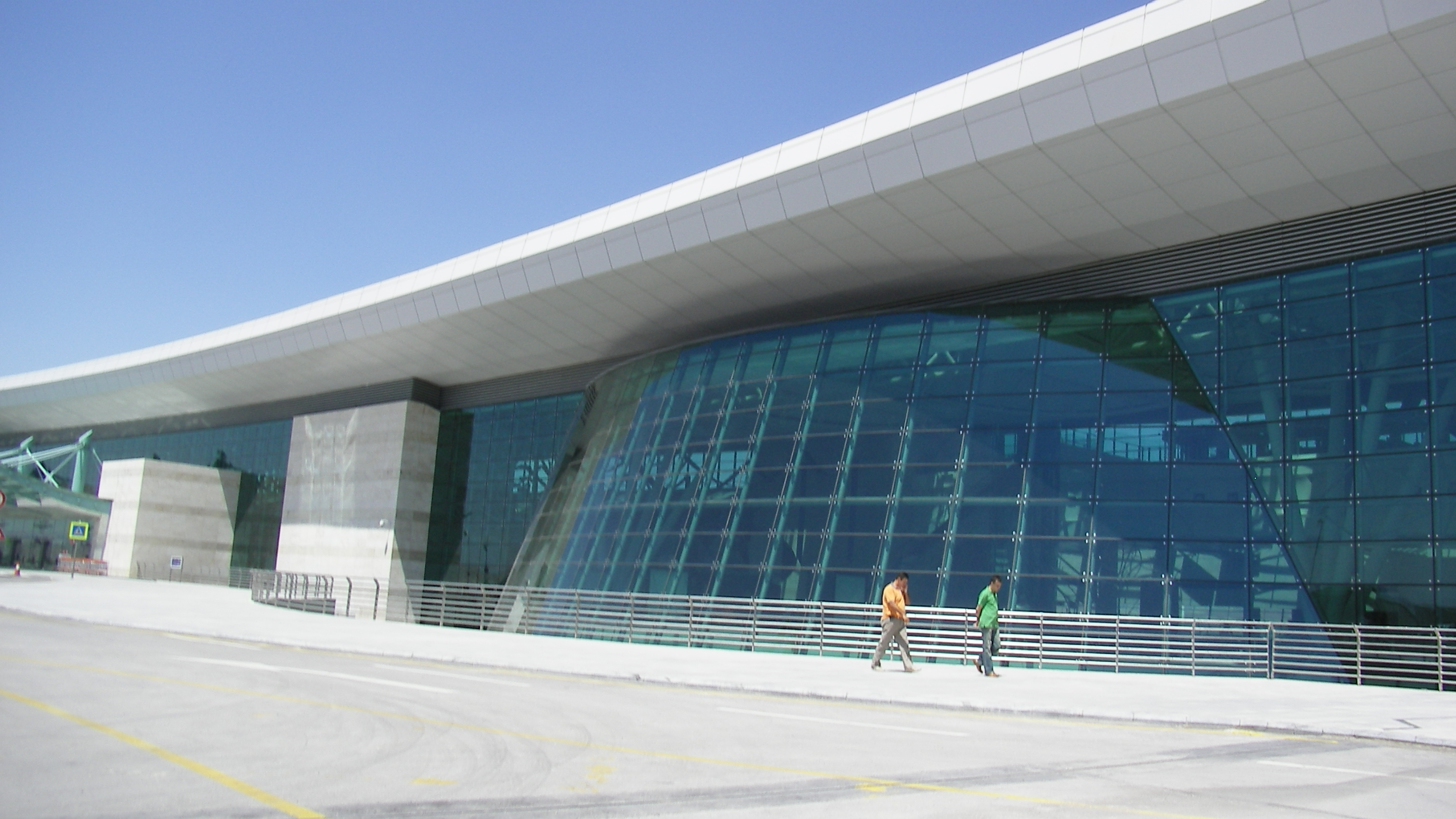
فرودگاه بین‌المللی اسن‌بوغا
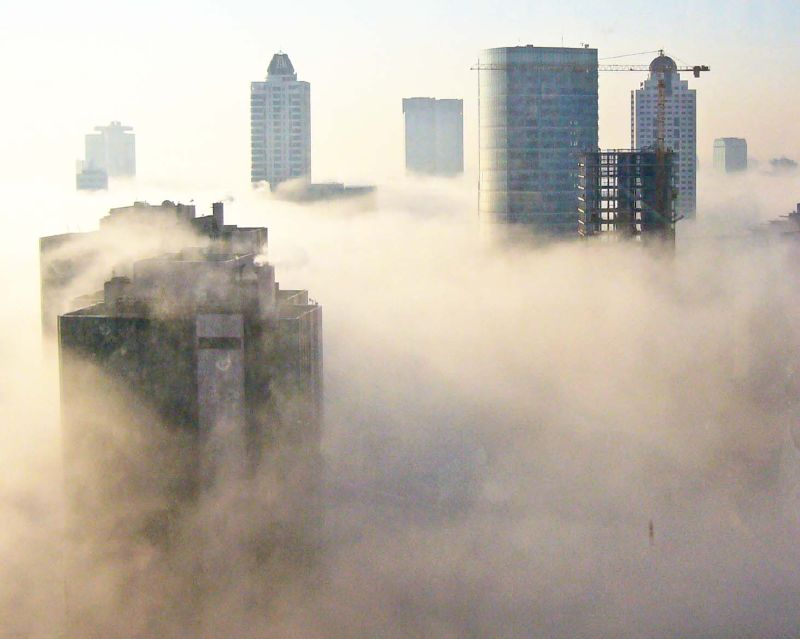
آسمان‌خراش‌هایی در استانبول
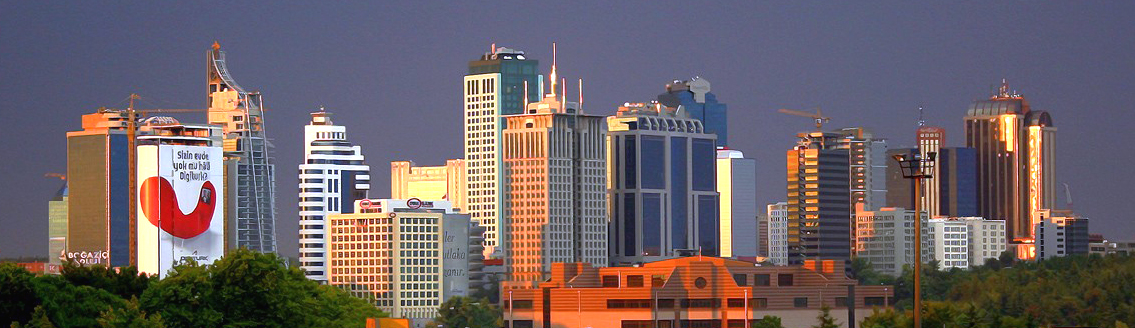
معماری امروزی شهرها

## دین
نخستین قانون اساسی جمهوری ترکیه که در سال ۱۹۲۴ میلادی تهیه شده‌است دین رسمی ترکیه را اسلام تعیین نموده‌است. لیکن در اصلاحات قانون اساسی سال ۱۹۲۸ این ماده قانونی حذف و با تأکید بر جدایی دین از سیاست، ترکیه کشوری با دولت و حکومت سکولار (جدایی دین از سیاست) معرفی شده‌است. بنابر آخرین آمار، در ترکیه حدود ۹۹/۸ درصد جمعیت این کشور را مسلمانان و ۰/۲ درصد را مسیحیان و کلیمیان و پیروان دین‌های دیگر تشکیل می‌دهند.

### حجاب
حجاب اسلامی در ترکیه دچار دگرگونی‌هایی شده‌است. بر اساس قوانین ترکیه، کارمندان زن در ادارات دولتی اجازهٔ استفاده از روسری و سایر پوشش‌های مشابه را ندارند؛ همچنین بر اساس بخشنامه‌ای تحت عنوان «نحوه پوشش در مراکز آموزش عالی ترکیه» که در سال ۱۹۹۷ میلادی صادر شده، دانشجویان دختر دانشگاه‌های دولتی اجازهٔ استفاده از حجاب در دانشگاه‌ها را ندارند و در سال ۲۰۰۶ این قانون برای دانشگاه‌های غیردولتی نیز لازم‌الاجرا شد.
اکنون در این کشور حجاب «اختیاری» شده‌است و با این وجود همچنان حجاب توسط بسیاری از بانوان این کشور رعایت می‌شود.

## آشپزی

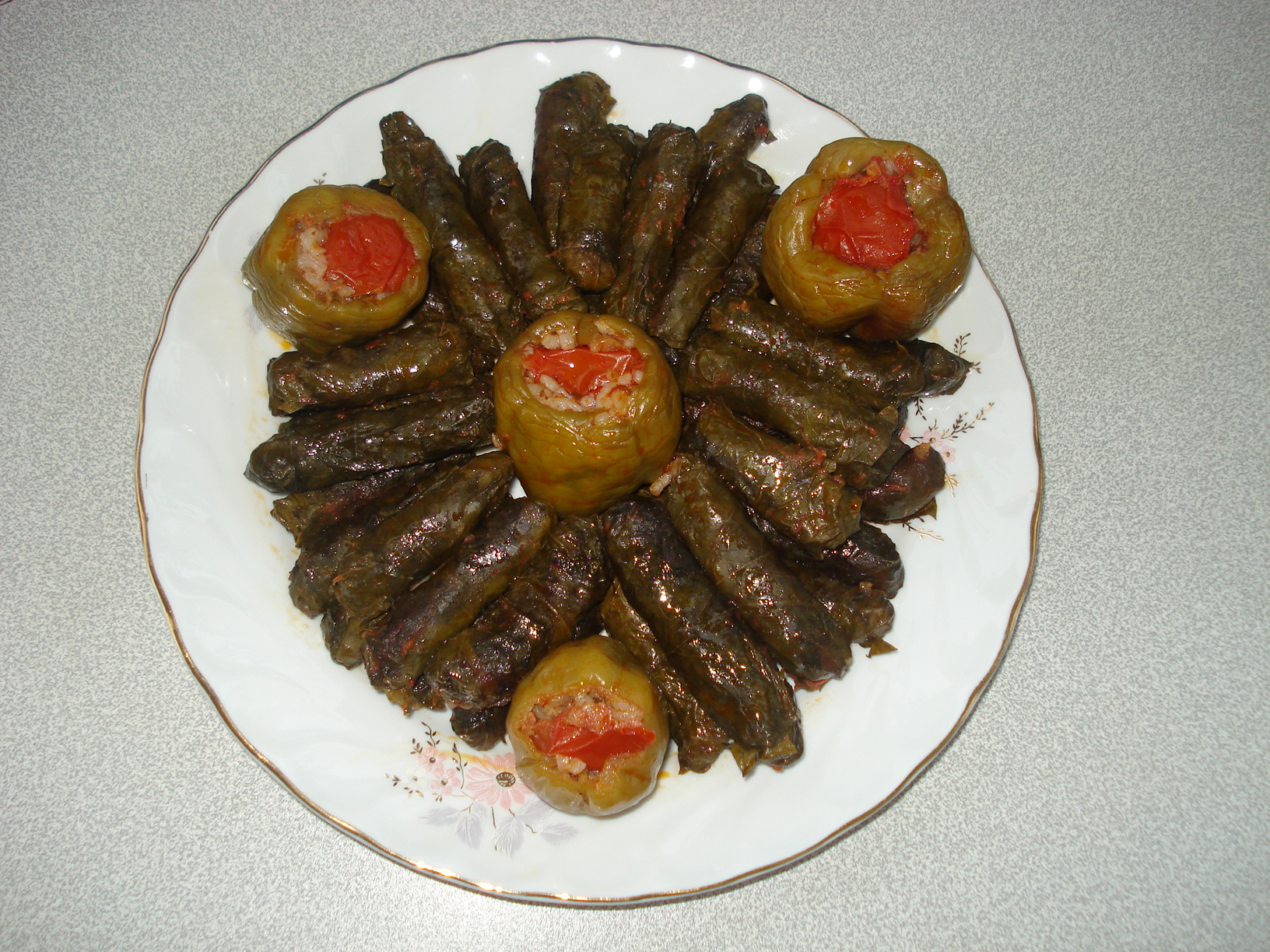
دلمه

آشپزی ترکیه به‌طور عمده میراث آشپزی عثمانی همراه با ترکیبی از آشپزی آسیای میانه، خاورمیانه و بالکان است. آشپزی ترکیه نیز بر آشپزی این مناطق و مناطق همجوار و حتی آشپزی اروپای غربی تأثیرگذار بوده‌است. عثمانی‌ها رسوم و آشپزی مناطق تحت سلطه خود در خاورمیانه را با عناصر محلی آسیای میانه درآمیختند و در واقع آشپزی سرشار از سلیقه و فن به‌وجود آوردند. از همین جهت مناطق مختلف تحت تسلط امپراتوری عثمانی گلچینی از غذاهای دوران عثمانی را در آشپزی امروزی خود دارند. آشپزی کشور همچنین تحت تأثیر آشپزی عربی، یونانی، ارمنی و ایرانی بوده‌است.

## زنان

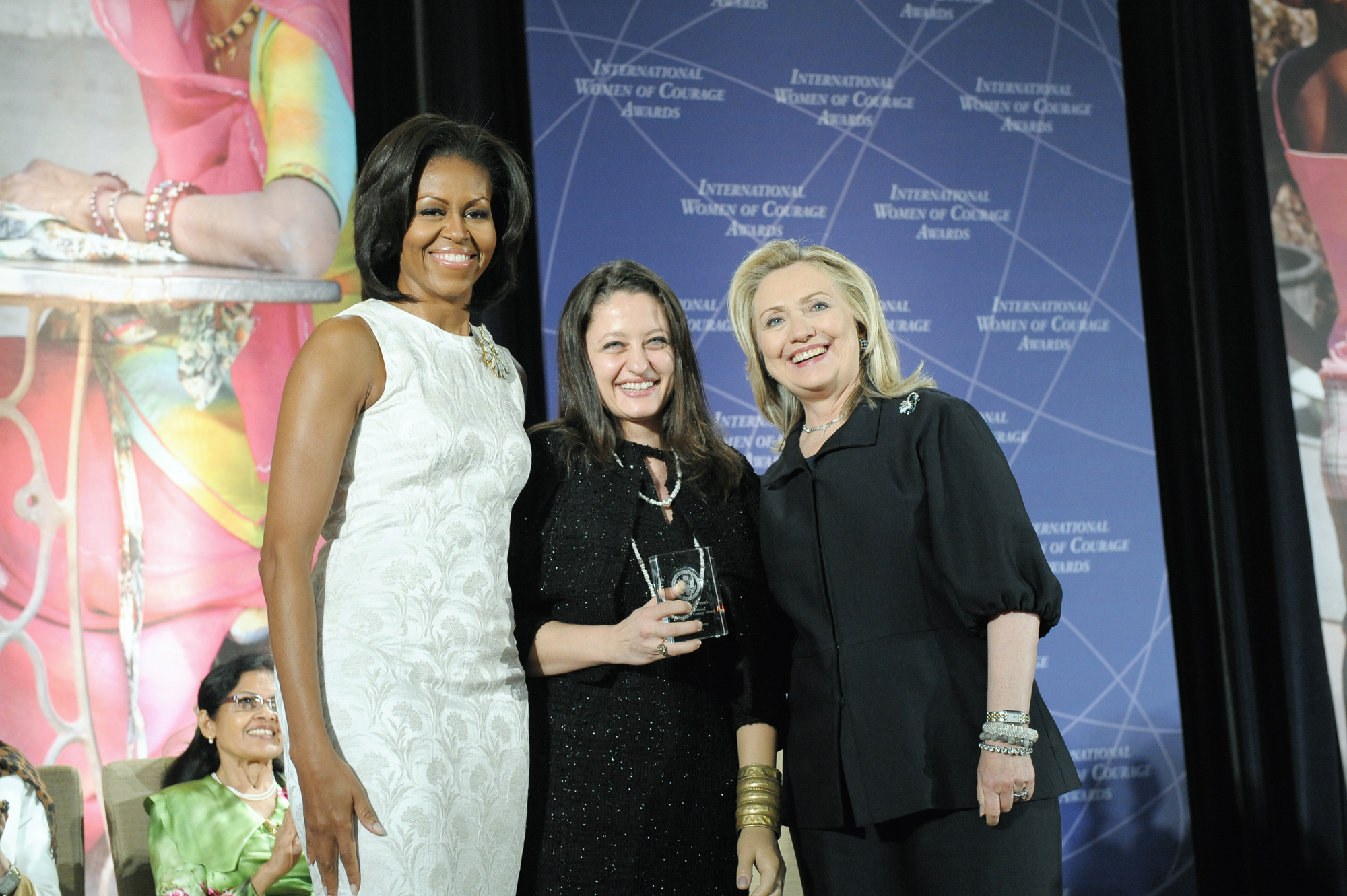
شفق پاوی، زن سیاست‌مدار ترکیه‌ای به‌همراه میشل اوباما و هیلاری کلینتون

تبعیض جنسیتی بر اساس قانون اساسی ترکیه ممنوع است. جنبش فمینیستی ترکیه در قرن نوزدهم و در زمان فروپاشی امپراتوری عثمانی آغاز شد. آرمان برابری جنسیتی پس از اعلام جمهوری ترکیه، توسط دولت مصطفی کمال آتاتورک پذیرفته شد و اصلاحات بزرگی پس از آن انجام پذیرفت. جامعه ترکیه مرد سالار است، با این حال سوابق تاریخی هم وجود دارد که نشان می‌دهد زنان در جامعه کشور نقش مهمی داشته‌اند.
زنان در ترکیه از نابرابری‌های جنسیتی در آموزش و اشتغال رنج می‌برند با این حال در دهه‌های اخیر شرایط آنان بسیار بهتر شده‌است. زنان در این کشور از آزادی‌های اجتماعی بهتری نسبت به کشورهای جهان سوم و بزرگ منطقه، همانند ایران برخوردارند. به نحوی که برخی از زنان از کشورهای همسایه برای ادامه فعالیت و بهبود وضعیت شغلی خود به ترکیه مهاجرت می‌کنند. با این وجود آزادی‌ها و عدالت اجتماعی برای زنان ترکیه‌ای، قابل قیاس با کشورهای توسعه‌یافته نیست.
زنان در ترکیه هنوز از مشکلات آموزشی رنج می‌برند و زنان روستایی این کشور تحصیلاتی ندارند. بسیاری از روستایی‌های ترکیه فرزندان دخترشان را به مدرسه نمی‌فرستند. اما در سال‌های اخیر پیشرفت‌های بزرگی در بهبود وضعیت آموزشی زنان کشور حاصل شد. دولت ترکیه و سازمان‌های داخلی و خارجی بسیاری در تلاشند تا مشکلات آموزشی زنان را کاهش دهند و ترکیه به سرعت در حال نزدیک شدن به کشورهای اروپایی است.